# Amblyeleotris downingi
Amblyeleotris downingi là một loài cá biển thuộc chi Amblyeleotris trong họ Cá bống trắng. Loài cá này được mô tả lần đầu tiên vào năm 1994.

## Từ nguyên
Từ định danh downingi được đặt theo tên của Nigel Downing (sinh năm 1951), nhà sinh vật biển từng công tác tại Viện nghiên cứu khoa học Kuwait, người đã thu thập các mẫu cá ở vịnh Ba Tư cùng với J. E. Randall và hỗ trợ hậu cần cho tác giả.

## Phạm vi phân bố và môi trường sống
A. downingi có phân bố không liên tục ở Ấn Độ Dương, gồm Biển Đỏ (Kuwait), vịnh Ba Tư (Oman), biển Andaman (thuộc bờ biển Thái Lan) và quần đảo Mentawai (phía tây đảo Sumatra). Gần đây loài này được ghi nhận ở Bangladesh nhờ vào phân tích mã vạch DNA.
A. downingi sinh sống trên nền đáy cát, bùn và đá vụn, cũng như rạn san hô, độ sâu khoảng 13–20 m.

## Mô tả
Chiều dài cơ thể lớn nhất được ghi nhận ở A. downingi là 14 cm. Loài này có màu trắng, có 4 khoanh sọc màu nâu trên thân, giữa các sọc chính có các vạch nâu mảnh hơn. Có đốm đen ở phía trên và phía cuối rìa nắp mang.
Số gai vây lưng: 7; Số tia vây lưng: 16; Số gai vây hậu môn: 1; Số tia vây hậu môn: 17; Số gai vây bụng: 1; Số tia vây bụng: 5.

## Sinh thái
A. downingi sống cộng sinh với tôm gõ mõ Alpheus bellulus.